# Résolution 139 du Conseil de sécurité des Nations unies
Membres permanents
- Chine (Taïwan)
- États-Unis
- France
- Royaume-Uni
- URSS

Membres non permanents
- Argentine
- Sri Lanka
- Équateur
- Italie
- Pologne
- Tunisie

Résolution no 138 Résolution no 140
La Résolution 139 est une résolution du Conseil de sécurité de l'ONU votée le 28 juin 1960 concernant la Fédération du Mali et qui recommande à l'Assemblée générale des Nations unies d'admettre ce pays comme nouveau membre.

## Contexte historique
Après l'invasion par la France en 1883, le Mali devient une colonie française sous le nom de Soudan français. Le 4 avril 1959, le Sénégal et le Soudan se regroupent pour former la Fédération du Mali, qui accède à l'indépendance le 20 juin 1960. (issu de l'article Mali).

## Texte
- Résolution 139 Sur fr.wikisource.org
- Résolution 139 Sur en.wikisource.org